# Saint-Marcel-en-Murat
Saint-Marcel-en-Murat – miejscowość i gmina we Francji, w regionie Owernia-Rodan-Alpy, w departamencie Allier.

## Demografia
Według danych na rok 1990 gminę zamieszkiwało 179 osób, a gęstość zaludnienia wynosiła 11 osób/km². W styczniu 2015 r. Saint-Marcel-en-Murat zamieszkiwało 147 osób, przy gęstości zaludnienia wynoszącej 9 osób/km².